# Макапагал-Арройо, Глория
Гло́рия Макапага́л-Арро́йо (англ. Maria Gloria Macapagal-Arroyo; род. 5 апреля 1947) — президент Филиппин (2001—2010), вице-президент Филиппин (1998—2001). Дочь бывшего президента страны Диосдадо Макапагала.
Арройо была провозглашена президентом в 2001 году во время т. н. Второй народной революции, в результате которой был свергнут президент Джозеф Эстрада, которого обвиняли в разгуле коррупции в стране. В 2004 году Арройо одержала победу на очередных президентских выборах над актёром Фернандо По-младшим. В 2005 году журнал «Форбс» назвал её четвёртой по влиятельности женщиной мира (после госсекретаря США Кондолизы Райс, вице-премьера КНР У И, премьер-министра Украины Юлии Тимошенко).

## Биография
Родилась в пригороде Манилы Сан-Хуане. Когда Арройо было 14 лет, её отец был избран президентом. Училась в Джорджтаунском университете в Вашингтоне, в университете Атенео и в Филиппинском университете в Маниле. Имеет докторскую степень по экономике. В 1977—1987 годах преподавала в университете Атенео и в Филиппинском университете.
В 1987 году президент Корасон Акино пригласила Арройо занять пост помощника секретаря департамента промышленности и торговли. В 1989 году стала заместителем секретаря. Занимала пост исполнительного директора совета по экспорту текстиля и готовой одежды.
В 1992 году была впервые избрана в сенат Филиппин, переизбрана в 1995 году. Принимала активное участие в работе парламента. Собиралась принять участие в президентских выборах 1998 года, но президент Фидель Рамос убедил Арройо вступить в правящую партию ЛАКАС и поучаствовать в борьбе за пост вице-президента. В итоге Арройо была избрана вице-президентом с двукратным преимуществом перед ближайшим преследователем, но кандидат в президенты от ЛАКАС уступил популярному актёру Джозефу Эстраде.
Президент Эстрада назначил Арройо главой департамента социального развития, где её основным занятием стало наблюдение за выполнением правительственных программ помощи бедным. В 2000 году Арройо покинула этот пост, чтобы дистанцироваться от Эстрады, которого бывшие политические союзники обвинили в коррупции. Арройо открыло поддерживала те слои филиппинского общества, которые требовали отставки президента.
20 января 2001 года Верховный суд лишил Эстраду полномочий президента. Армия и полиция отказали ему в поддержке, и в тот же день Арройо была объявлена 14-м президентом Филиппин. Позднее Эстрада попытался оспорить законность вступления Арройо в должность, но Верховный суд был на стороне Арройо. Международное сообщество также признало её законным президентом Филиппин.
В течение своего первого срока Арройо пришлось бороться со сторонниками Эстрады, которые дважды устраивали крупные акции неповиновения в Маниле, так что президенту приходилось вводить чрезвычайное положение. Позднее на правительство Арройо, а также на её мужа посыпались обвинения в коррупции. Всё это привело к резкому падению популярности Арройо.
В 2002 году заявила, что не будет участвовать в выборах 2004 года, но позже изменила своё решение. Основным её конкурентом на выборах стал известный актёр и сторонник Эстрады Фернандо По-младший. Первоначально рейтинг Арройо был ниже, чем у По. Однако Арройо поддержала очень влиятельная на Филиппинах Католическая церковь; кроме того, популярности ей прибавило решение вывести филиппинский военный контингент из Ирака. Кроме того, рейтинг Арройо был очень высок в густонаселённых провинциях Себу и Пампанга. В результате на выборах 10 мая 2004 года она победила с преимуществом в миллион голосов. Её инаугурация состоялась 30 июня того же года.
Ряд сенаторов обвинил Арройо в использовании бюджетных средств для финансирования своей кампании, а также в сговоре с членами центральной избирательной комиссии страны, благодаря которому Арройо якобы и получила недостающий миллион голосов. С требованием отставки президента выступила даже её прежняя союзница Корасон Акино. Однако Арройо отвергла все обвинения. В сентябре 2005 г. попытка группы сенаторов инициировать импичмент Арройо провалилась.
В июне 2009 года состоялся её официальный визит в Россию.
10 мая 2010 года состоялись очередные президентские выборы. Глория Макапагал-Арройо не принимала в них участие в качестве кандидата. В том же году сменила своего сына Майки на посту члена Палаты представителей.
23 июля 2018 года была избрана спикером Палаты представителей Филиппин при администрации президента.